# Brycon amazonicus
Brycon amazonicus är en fiskart som först beskrevs av Johann Baptist von Spix och Agassiz 1829.  Brycon amazonicus ingår i släktet Brycon och familjen Characidae. IUCN kategoriserar arten globalt som livskraftig. Inga underarter finns listade.